# Promachus varipes
Promachus varipes là một loài ruồi trong họ Asilidae. Promachus varipes được Macquart miêu tả năm 1838. Loài này phân bố ở miền Ấn Độ - Mã Lai.